# Yavorov Peak
Der Yavorov Peak (englisch; bulgarisch Яворов връх Jaworow wrach) ist ein rund 640 m hoher Berg auf der Livingston-Insel im Archipel der Südlichen Shetlandinseln. Im Delchev Ridge der Tangra Mountains ragt er unmittelbar nordöstlich des Trigrad Gap, 1,65 km nordöstlich bis östlich des Delchev Peak und 0,7 km westsüdwestlich des Elena Peak auf.
Die bulgarische Kommission für Antarktische Geographische Namen benannte den Berg 2004 nach dem bulgarischen Dichter und Revolutionär Pejo Jaworow (1878–1914).